# Candona suburbana
Candona suburbana är en kräftdjursart som beskrevs av Clarence Clayton Hoff 1942. Candona suburbana ingår i släktet Candona och familjen Candonidae. Inga underarter finns listade.